# Mosel (Zwickau)
Mosel is een plaats en Ortsteil of Stadtteil in de Duitse gemeente Zwickau, deelstaat Saksen, en telt 2.268 inwoners (2006).
Mosel ligt in het noorden van het grondgebied van de gemeente Zwickau, aan de Zwickauer Mulde. Het maakt deel uit van het Stadtbezirk Zwickau-Nord. Oberrothenbach ligt ten zuidwesten, Crossen ten zuidoosten.
In Mosel liggen de sites van de autoassemblagefabrieken Sachsenring en Volkswagenwerk Zwickau.